# Gerwazy (Georgijew)
Gerwazy, imię świeckie Genczo Georgijew (ur. 1838 w Gabrowie, zm. 1919) – bułgarski biskup prawosławny.

## Życiorys
W wieku 16 lat razem z bratem, mnichem Teofanem udał się na Athos i został posłusznikiem w monasterze Chilandar. Wieczyste śluby mnisze złożył 4 lata później, przyjmując imię zakonne Gerwazy. Rok później został wyświęcony na hierodiakona i podjął naukę w greckiej szkole duchownej dla mnichów w Karies.
W 1867 został przełożonym monasteru św. Niedzieli w Asenowgradsku. W czasie 6-letniego okresu kierowania wspólnotą założył przy monasterze szkołę niedzielną. Udzielał także schronienia w klasztorze bułgarskim rewolucjonistom i działaczom niepodległościowym, w tym Wasiłowi Lewskiemu i Georgiemu Benkowskiemu. 
W 1873 został biskupem pomocniczym metropolii płowdiwskiej dzięki protekcji metropolity płowdiwskiego Panareta. Jego chirotonia odbyła się 8 stycznia 1873, otrzymał tytuł biskupa lewkijskiego. W metropolii płowdiwskiej prowadził pracę duszpasterską przez 10 lat. W czasie powstania kwietniowego organizował pomoc dla ofiar tureckiej pacyfikacji wystąpienia bułgarskiego. Po śmierci metropolity Panareta w 1883 przez 3 lata był locum tenens metropolii płowdiwskiej.
Od 1886 do 1891 na polecenie egzarchy bułgarskiego Józefa zarządzał tymczasowo północną częścią eparchii ochrydzkiej. W latach 1891–1893 był locum tenens nowo utworzonej metropolii starozagorskiej.
W 1897 został wybrany i wyświęcony na metropolitę sliweńskiego, który to urząd sprawował do śmierci w 1919. Działał na rzecz rozwoju działalności dobroczynnej Cerkwi. Przekonany słowianofil, kierował młodych mężczyzn z eparchii na naukę do Rosji. Otrzymał szereg państwowych odznaczeń bułgarskich i rosyjskich.